# Andrea Pieroni
Andrea Pieroni (Montopoli in Val d'Arno, 23 settembre 1958) è un politico italiano.

## Biografia
Sposato, due figli, laureato in scienze politiche all'università di Pisa, è stato consigliere comunale a Montopoli in Val d'Arno per quindici anni e capogruppo della Democrazia Cristiana. Ha aderito al Partito Popolare Italiano e poi alla Margherita, diventandone primo coordinatore provinciale nel 2003.
È stato eletto presidente della Provincia di Pisa alle elezioni del 12 e 13 giugno 2004, raccogliendo il 52,3% dei voti in rappresentanza di una coalizione di centrosinistra. Nel primo mandato amministrativo è stato sostenuto in Consiglio provinciale da una maggioranza costituita da Democratici di Sinistra, La Margherita e Comunisti Italiani.
In occasione delle elezioni provinciali del 2009, Pieroni viene riconfermato presidente della provincia, raccogliendo al primo turno il 53,1% delle preferenze, contro il 35,7% del candidato del PdL e della Lega Nord Roberto Sala. Nel suo secondo mandato, la maggioranza che lo sostiene in consiglio provinciale è costituita da Partito Democratico, Italia dei Valori, Sinistra e Libertà e Partito Socialista.
Dal 2015 è consigliere regionale della Toscana eletto con il Partito Democratico; primo dei non eletti nel 2020, torna in consiglio regionale dal 28 ottobre in seguito alle dimissioni di Alessandra Nardini, diventata assessora.
Il suo nome torna alla ribalta delle cronache nell'aprile 2021, in seguito a un'inchiesta condotta dalla Direzione distrettuale antimafia di Firenze sulle infiltrazioni della 'ndrangheta in Toscana. Per questa vicenda gli viene contestata l'ipotesi di corruzione elettorale e l'8 gennaio 2024 è rinviato a giudizio.